# Enoch Sontonga
Enoch Mankayi Sontonga (Uitenhage, Provincia Oriental del Cabo ~1873 –Johannesburgo, 18 de abril de 1905) fue un escritor y misionero sudafricano xhosa, compositor de Nkosi Sikelel' iAfrika (Dios bendiga África), parte del himno de Sudáfrica desde 1994, himno del African National Congress (ANC) desde 1925 y de Tanzania y Zambia. También se cantó en Zimbabue y Namibia durante muchos años. Fue además director de coro y fotógrafo.
Estudió magisterio en la Lovedale Institution y posteriormente asistió a una escuela metodista misionera.
- Datos: Q983169
- Multimedia: Enoch Sontonga / Q983169